# Caius Laecanius Bassus (consul en 64)
Caius Laecanius Bassus est un sénateur et homme politique de l'Empire romain, il est consul en 64 .

## Biographie
Il est originaire de Pola en Istrie et il est le fils de son homonyme Caius Laecanius Bassus, qui est consul suffect en 40.
Pline l'Ancien nous apprend qu'il meurt du charbon la même année que son collègue Julius Rufus, peu avant 78,.

## Famille
Sans enfants il adopte le fils de Aulus Caecina Paetus, consul en 37, donc le nom devient Caius Laecanius Bassus Caecina Paetus , celui-ci est consul suffect en 70 puis proconsul d'Asie en 80-82 .
Un autre personnage, Caius Laecanius Bassus Paccius Paelinius fait une dédicace au consul de 64.
On ne sait rien de plus de lui ; mais sa polyonymie laisse supposer une origine aristocratique, tandis que son origine géographique peut être donnée par le gentille Paccius que l'on retrouve à Aquilée et à Brixia. C'est donc vraisemblablement un autre fils adoptif ou héritiers de Laecanius.